# Er:YAG ласер
Er:YAG ласер је тип чврстотелног ласера који као извор зрачења користи матрицу итријум алуминијум граната (YAG), допирану атомима ербијума Er. Er:YAG ласери емитују светлост таласне дужине 2940 nm што припада блиској инфрацрвеној области. За разлику од Nd:YAG ласера, светост ферквенције Er:YAG ласера се јако апсорбује од стране молекула воде, услед атомске резонанције. Ово ограничава његову примену у хирургији и многим другим ласерским апликацијама ге постоји присусво молекула воде. Због овог ограничења се далеко мање користе него његови сродници Nd:YAG или Er:стакло ласери. Главну примену има у медицини, као и вода добар апсорбер енергије овог ласера је и једињење хидроксилапатит којег има доста у костима и зубима, што омогућава његову примену у хирургији костију и стоматологији (операције на зубима и стављање импланта).